# 1977 في الأردن
فيما يلي قوائم الأحداث التي وقعت خلال عام 1977 في الأردن.